# 배리 영펠로우
배리 영펠로우(Barrie Youngfellow, 1950년 10월 22일 ~ 2022년 3월 28일)는 미국의 배우, 텔레비전 배우, 성우, 영화배우이다.
클리블랜드에서 태어났다.

## 출연 작품

### 영화
- 블로썸 (1990년) - 바바라 루소 역
- 그 맑고 환한 밤 중에 (1984년)
- 산타를 찾아서 (1984년)
- 혈의 악몽 (1978년)
- 119 구조대 (1972년)